# Joseph Prugnon

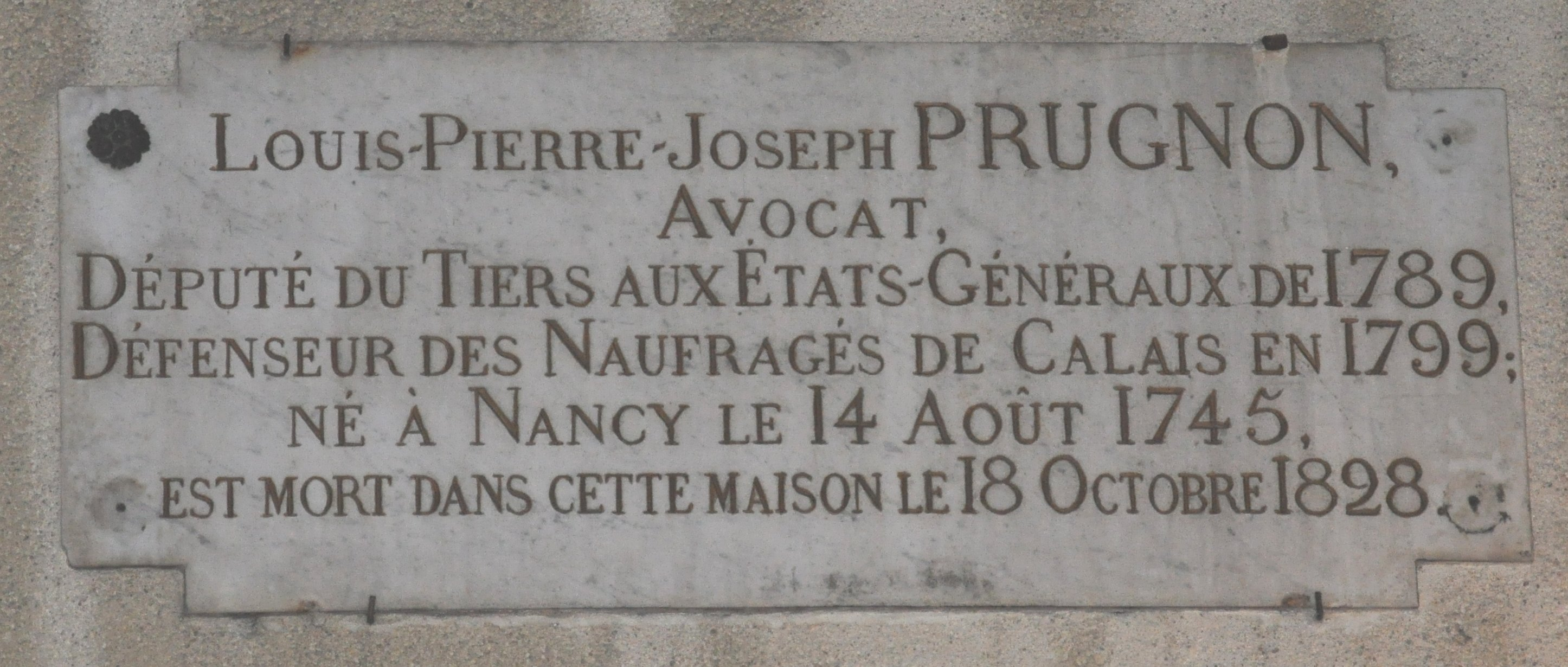
Plaque commémorative sur la maison où est mort Joseph Prugnon, Grande-Rue (Nancy).

Louis-Pierre-Joseph Prugnon, né à Nancy le 14 août 1745 et mort à Nancy le 18 octobre 1828, est un avocat et homme politique français, député aux États généraux de 1789 et à l'Assemblée constituante. 

## Biographie
Avocat au parlement de Nancy, il est élu, le 6 avril 1789, député du tiers état aux États généraux par ce bailliage, il appartint à la majorité de l'Assemblée constituante, prêta le serment du Jeu de paume, fit partie du comité des rapports, fut commissaire à la fabrication des assignats, et prit une part assez importante aux délibérations. 
Il parla notamment sur l'établissement des jurés en matière criminelle, sur les tribunaux d'appel, sur la constitution civile du clergé, sur l'institution des juges de paix, sur les tribunaux de famille, l'organisation du tribunal de cassation, etc. 
À propos des successions, il se prononça en faveur de l'autorité paternelle et du droit de tester. On remarqua encore ses discours sur l'exclusion, dont il se déclara partisan, des membres de l'Assemblée de la prochaine législature, sur la peine de mort, sur l'inviolabilité du roi, sur les administrations des traites, de l'enregistrement, des domaines, etc. 
Prugnon fit tendre tous ses efforts à la conciliation du système monarchique avec une liberté mitigée : il était grand admirateur de Montesquieu, pour qui il demanda une statue. Le gouvernement de la Restauration le nomma maître des requêtes en service extraordinaire, le 24 août 1815.
Il avait été un défenseur des naufragés de Calais.

## Publications
- « Aperçu des motifs qui s'opposent a ce que les duchés de Lorraine et de Bar soient compris dans le projet du reculement des barrieres » (1786)
- « Opinion de M. Prugnon, sur le titre II du nouveau & dernier projet du Comité de constitution: concernant la Cour de cassation » (1790)
- « Projet de décret à substituer au titre II de celui du Comité de constitution concernant la Cour de cassation » (1790)
- « Tarif des droits du nouveau bureau d'hypothèques »
- « Opinion sur la peine de mort prononcée le 31 mai 1791, imprimée par ordre de l'Assemblée Nationale » (1791)
- « Discours prononcé par M. Prugnon, sur la rééligibilité des membres de l'Assemblée nationale » (1791)
- « Projet de décret sur les Hypothèques présenté à l'Assemblée Nationale par M. Prugnon » (1791)
- « A la justice éclairée du Conseil des Anciens, les naufragés de Calais » (1799)